# 有利子負債
有利子負債（ゆうりしふさい）は、財務分析上の概念の一つ。会社が負っている負債のうち、利子をつけて返済しなければならない負債の総計をいう。

## 概要
有利子負債は、会社が利子をつけて返済しなければならない負債である。これには、会社が金融機関からの借り入れで資金調達した借入金や、債券市場から資金調達した社債、転換社債、コマーシャル・ペーパー(CP)などが含まれる。
負債の中でも、買掛金、支払手形、未払金などは、利子がかからないため有利子負債には含まれない。 かつては手形の割引も実質的に手形を担保とした借入とみなされ、手形割引料は利子と同様のものとみなされていたが、平成12年の「金融商品に係る会計基準」の適用により、手形の割引（または裏書譲渡）は手形の消滅を認識すると規定され実質的に手形の売却とみなされることに改められた。手形割引料は「手形売却損」とする処理に改正され、会計上利子として扱うことは認められなくなった。（金融商品会計に関する実務指針34）
それを受けて、上場会社の会計・決算発表や監査法人等による監査の実務では、割引手形は有利子負債に含めないことが本則となっているが、逆に株式非公開の中小零細企業の実務においては「手形割引料」は勘定科目上区分経理していても、実質的に中小企業会計指針により「支払利息割引料」という形で以前からの会計基準通り、割引料は利息扱いされることから、割引手形は有利子負債と扱われる。
また、企業の財務諸表の欄外に注記される「保証債務」は、利子が発生しないため有利子負債には通常含めない。すぐに換金できる資産である現預金や預入期間が3ヵ月未満の定期預金、有価証券などの分を差し引いて純有利子負債を表す場合もある。
有利子負債残高は、企業の財務状態の安全性分析において重要な指標の一つとして位置付けられている。
上場会社の会計・決算発表および監査法人等による監査における有利子負債の定義は、貸借対照表の「負債の部」に計上された勘定科目のうち、利子の支払いを伴う勘定科目の残高の合計を指す。
具体的には、短期借入金、一年以内返済長期借入金、社債、コマーシャル・ペーパー、長期借入金などの勘定科目が該当し、貸借対照表の欄外等に付記される「注記」の項目は有利子負債には含まれない。　　（なお、金融商品会計基準および法人税法の規定では、手形割引料（「手形売却損」）を利子として処理することは許されていない。）
上場会社の会計・決算発表および監査法人等による監査が上記の定義によって行なわれているため、上場会社の株式を投資の対象としている証券会社、投資機関、アナリスト等が発表する上場会社の財務分析、企業分析、調査レポート、格付け、投資判断、アナリストレポートなども、有利子負債の範囲について上記の定義を前提にしていることが多い。
企業の財務状態の安全性分析では、有利子負債に関して例えば次のような指標を作成し、比較分析を行う。
- 有利子負債比率＝有利子負債残高÷自己資本（D/Eレシオ）
- 有利子負債依存度＝有利子負債残高÷総資産
- 有利子負債月商倍率＝有利子負債残高÷月商　　（月商＝通期売上高÷12）
- 債務償還年数＝有利子負債残高÷営業キャッシュ・フロー

会社の収益力や資産規模に比べて有利子負債が大きすぎれば、会社の経営は不安定になる。このため有利子負債比率が1倍を下回っていると財務が安定していると判断材料になる。また、株式会社は株主に対して適正な配当金を支払う義務があるが、会社の業績が悪い時期には、株主への配当金を支払わないことが株主から承認される場合もあるのに対して、利子は経営が苦しくても支払わなければならない。そのため、有利子負債残高は少ない方が良い。
但し、有利子負債ゼロを目指すことが必ず最良とは限らない。例えば、事業の積極的な拡大や将来の成長のための設備投資の資金を調達する場合や、株主資本や現預金等の手元資金が十分にあり金融機関からの借り入れを必要としない場合でも、取引銀行との関係を良好に保つ等のために敢えて一定の融資を銀行から受ける場合もある。また、法人税は利子の支払い後、配当金の支払い前の段階でかけられるので、株主資本の資本コストが過大であり負債が少ない場合などには、有利子負債を適切に活用することで、資本コストを抑制できる場合もある。